# Potoky
Potoky (maďarsky Patakim, do roku 1902 Potoka) jsou obec na Slovensku v okrese Stropkov. Žije zde 88 obyvatel. První zmínka o obci je z roku 1551.

## Poloha
Obec leží v Nízkých Beskydech v údolí potoka Lazina, který ústí do řeky Ondavy. Území má mírně zvlněný povrch tvořený flyšem s nadmořskou výškou v rozsahu 220 až 472 m, ve středu obce je výška 245 m n. m. V severní části obce je souvislý lesní porost tvořený buky a borovicemi.
Obec sousedí s obcemi Vislava a Vyškovce na východě, s obcí Duplín na jihu, s obci Stročín na západě a Nová Polanka na severozápadě.

## Památky

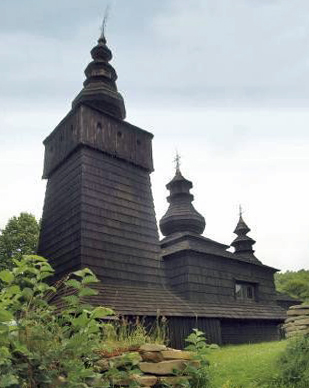
Chrám svaté Paraskevy z roku 1773

- Řeckokatolický celodřevěný chrám Prepodobné Matky Paraskevy z roku 1773 - národní kulturní památka Slovenska[5]

## Znak
Blason: V modrém štítu na trávníku zlatý dřevěný kostel, složený ze tří zlatých, stříbrnými trojramennými kříži ukončených, nestejně vysokých věží – levá nejvyšší, pravá nejnižší.
Znak, jehož autory jsou Peter Kónya, Leon Sokolovský a Sergej Pančák,  se sakrálním motivem připomíná místní řeckokatolický kostel.